# 인타
인타(러시아어: Инта, 코미어: Инта)는 코미 공화국에 위치한 도시이다. 소비에트 연방시절에는 "굴라그"가 설치되었던 곳이었다. 2002년의 인구는 4만1217명이다.